# میخایلوفکا (شهرستان یرمکیفسکی، باشقیرستان)
میخایلوفکا (انگلیسی: Mikhaylovka, Yermekeyevsky District, Republic of Bashkortostan) یک شهرک در شهرستان یرمکیفسکی استان باشقیرستان کشور روسیه است.